# Agnes Lörincz
Agnes Lörincz (* 1959 in Székelykeresztúr (Ungarisch Kreuz, Rumänien)) ist eine ungarische Künstlerin.

## Leben
Nachdem sie eine Kunstschule und ein Kunstgymnasium in Târgu Mureș (Neumarkt) besucht hatte, studierte Agnes Lörincz von 1979 bis 1983 an der Kunsthochschule „Ion Andreescu“ in Cluj-Napoca (Klausenburg).
Sie lebt seit 1985 in Deutschland (seit 2008 in Berlin). 2005/2006 hatte sie einen Lehrauftrag an der Freien Kunstakademie Mannheim. Ihre Entwicklung als Künstlerin in Deutschland wurde durch zahlreiche Stipendien und Studienaufenthalte gefördert. Dazu gehören Stipendien der Kunststiftung Baden-Württemberg, ein Stipendium des Thüringer Ministeriums für Wissenschaft, Forschung und Kultur, ein Stipendium der Cité Internationale des Arts Paris sowie Arbeitsstipendien in Budapest, Solothurn und Frankfurt/Oder. Zuletzt erhielt sie das Cranach-Stipendium in Wittenberg (2011).
Zahlreiche ihrer Arbeiten befinden sich in öffentlichen und privaten Sammlungen.

## Werk
Im Mittelpunkt des Kunstschaffens von Agnes Lörincz steht die Malerei, sie bedient sich jedoch auch anderer Ausdrucksmittel wie Fotografie, Collage, Objektkunst, Installationen und Druckgrafik.
Ihre Arbeiten bauen auf der Klassischen Moderne, der Pop-Art und der Konzeptkunst auf, wobei der menschlichen Figur eine zentrale Rolle zukommt. Unter anderem werden von ihr gesellschaftliche Ereignisse, Personen der Zeitgeschichte, insbesondere jedoch Phänomene, die uns in Gestalt von Lifestyle- und Modemagazinen begegnen, thematisiert. Vorgefundene Motive finden dabei Eingang in die gemalten Bildflächen und werden mit Papier, Stoffmustern und Tapeten kombiniert.

## Ausstellungen (Auswahl)
- 2015 Kunstverein Brackenheim
- 2013 Galerie Funke, ARD-Hauptstadtstudio, Berlin
- 2012 Galerie Schwartzsche Villa, Berlin
- 2011 Galerie Art Meetingpoint, Graz
- 2010 Collegium Hungaricum Berlin
- 2009 Galerie Molnár Ani, Budapest
- 2007 Stadtgalerie Herrenberg
- 2006 Art Karlsruhe mit der Galerie ABTart, Stuttgart
- 2004 Metall-Galerie der IG Metall, Frankfurt a. M.
- 2003 Galerie Brötzinger Art, Pforzheim
- 2002 Evangelische Akademie Bad Boll
- 2001 Centre Culturel Français
- 1998 Kunstverein Schwetzingen
- 1997 Heimatmuseum Bad Frankenhausen
- 1996 Haus der Kunststiftung Baden-Württemberg, Stuttgart
- 1993 Bahnwärterhaus, Galerien der Stadt Esslingen
- 1991 Kunstverein Heilbronn

## Sammlungen
Werke von Agnes Lörincz sind u. a. in folgenden Sammlungen zu finden: Daimler Kunst Sammlung, Kreditanstalt für Wiederaufbau, Regierungspräsidium Stuttgart, Südwestbank Stuttgart, Städtische Kunstsammlung Kirchheim unter Teck, Städtische Museen Heilbronn, Landratsamt Heilbronn, Städtische Galerie Esslingen – Villa Merkel, Stadt- und Fachwerkmuseum Eppingen, IG Metall-Zentrale Frankfurt a. M., Stadt Güglingen, Stadt Neckarsulm, Heimatmuseum Flacht, TTR Technologiepark Tübingen-Reutlingen, Sammlung KOGART Budapest-

## Kataloge
- Agnes Lörincz und Laszlo Kiss „Handarbeiten“, 1994. Katalog zur Ausstellung in der Galerie der Stadt Esslingen am Neckar. Text: Renate Wiehager
- Agnes Lörincz „Bad Frankenhausen“, 1997. Katalog zur Ausstellung im Heimatmuseum Bad Frankenhausen. Text: Jan Hanselmann
- Große Kunstausstellung, München 2002
- Retour de Paris, EnBW Karlsruhe, 2003
- Agnes Lörincz „bad girls“, 2004. Katalog zur Ausstellung in der Metallgalerie der IG Metall, Frankfurt a. M. Text:  Matthia Löbke
- ART-Karlsruhe mit der Galerie ABTart, 2006
- Agnes Lörincz „Blick-Kontakt“, 2008. Katalog zur Ausstellung im Mannheimer Kunstverein. Texte: Martin Stather und Petra von Olschowski
- Agnes Lörincz „Blickfang“, 2008. Katalog zur Ausstellung in der Südwestbank Stuttgart. Text: Clemens Ottnad
- Agnes Lörincz „Wir/Transfer“, 2012. Katalog zur Ausstellung in der Schwartzschen Villa, Berlin. Text: Thomas Wulffen